# Centaur Technology
Centaur Technology wurde 1995 als eine Tochterfirma von Integrated Device Technology (IDT) mit der Idee gegründet, dass ein kleines Team von Mikroprozessor-Ingenieuren einen preisgünstigen x86-Prozessor für den Sub-1000-Dollar-PC-Markt entwickeln kann. Seit Mitte 1999 gehört Centaur als eigenständiges Tochterunternehmen zu VIA Technologies.
Centaur entwickelte den damals kleinsten x86-Prozessor. Centaur ist eine fabless company (deutsch: fabriklose Firma) und lässt die CPUs von IBM und TSMC fertigen.
Die Philosophie von Centaur ist es, ein möglichst günstiges und sparsames Design zu entwickeln, um die Produktionskosten und damit den Verkaufspreis möglichst klein zu halten.

## Geschichte

### IDT WinChip-Serie
Die ersten CPUs von Centaur wurde unter dem Namen WinChip von IDT vermarktet. Nach der Übernahme durch VIA Technologies wurde die WinChip-Serie eingestellt und vom Cyrix III bzw. C3 abgelöst.

### VIA Cyrix III & C3
Mitte 2000 wurde dann der Centaur Samuel als VIA Cyrix III auf den Markt gebracht. Diese CPU war im Prinzip ein auf den Sockel 370 portierter WinChip 3 mit höheren Taktraten und besserer Fertigungstechnik.
Die Architektur blieb im Prinzip seit dem WinChip C6 unverändert und wurde auch bei den folgenden C3-Modellen nur marginal verändert. Die größte Änderung kam beim Nehemiah als 3DNow! durch SSE ersetzt wurde.
Das große Plus der C3 CPUs ist die Tatsache, dass sie relativ einfach passiv gekühlt werden können. Die CPUs werden deshalb größtenteils als embedded-CPUs (VIA Eden) auf den EPIA Mainboards eingesetzt. Diese Modelle benötigen dann weniger als 7 W im laufenden Betrieb.

### VIA C7
Mitte 2005 kam das neue Modell Esther (C5J) als VIA C7(-M) auf den Markt. Diese CPU bietet neben der Unterstützung von SSE3 auch SMP. Dieses Modell ersetzt nach und nach die C3 CPUs und hält auch in der VIA-Eden-Serie einzug.

### VIA Nano
Anfang 2008 wurde schließlich die neue Prozessorarchitektur namens Isaiah vorgestellt. Wichtigste Neuerungen sind die Unterstützung von x86-64 und eine enorme Verbesserung sowohl der ALU als auch der FPU.

## Prozessoren

### IDTWinChip
- WinChip C6
- WinChip 2
- WinChip 2A
- WinChip 2B
- WinChip 3

### VIA Cyrix III
- Samuel (C5A)

### VIA C3(-M)
- Samuel 2 (C5B)
- Ezra (C5C)
- Ezra-T (C5N)
- Nehemiah (C5XL)
- Nehemiah+ (C5P)

### VIA C7(-M)
- Esther (C5J)
- Nimda (CJB)
- Pablo (CKA)

### VIA Nano
- VIA Nano

### VIA Eden
- Samuel 2 (C5B)
- Nehemiah (C5XL)
- Nehemiah+ (C5P)
- Esther (C5J)